# Хами
 Тази статия е за града в Китай.  За пустинята вижте Хами (пустиня).  За префектурата вижте Хами (префектура).
Хами (на китайски: 哈密; на пинин: Hāmì) е град в северозападен Китай, административен център на префектура Хами в Синдзян-уйгурския автономен регион. Населението му е около 365 000 души, а това на целия административен район – 472 175 жители (2010 г.).
Разположен е на 759 m надморска височина в оазис в пустинята Хами, част от Гоби, на 190 km югозападно от границата с Монголия и на 480 km източно от Урумчи. Селището е известно от Античността и е част от Пътя на коприната. От XVIII век до 1930 година е център на зависимото от Китай Кумулско ханство. Днес 68% от жителите са хан със значителни малцинства уйгури, казахи и хуей.